# Fortaleza de Pungo-Andongo
A Fortaleza de Pungo-Andongo (de "Pungo N'dongo", com o significado de "Pedras Altas") é uma ruína de uma fortificação localizada na vila-comuna de Pungo-Andongo, no município do Cacuso, na província de Malanje, em Angola.

## História
Erguida em 1671, tinha como função a defesa do presídio (estabelecimento de colonização militar) que assegurava a presença militar Portuguesa e seu comércio na região.
Até meados do século XIX o presídio e a sua guarnição foram governados por um Capitão-mor.
Atualmente a fortificação encontra-se em ruínas.